# Kelly Schumacher
Kelly Marie Schumacher, coniugata Raimon (Cincinnati, 14 ottobre 1977), è un'ex cestista, ex pallavolista e allenatrice di pallacanestro statunitense con cittadinanza canadese, professionista nella WNBA.

## Carriera
È stata selezionata dalle Indiana Fever al primo giro del Draft WNBA 2001 (14ª scelta assoluta).

## Palmarès
- Campionessa NCAA (2000)
- 2 volte campionessa WNBA (2007, 2008)